# Saint-Aubin-des-Préaux
 Saint-Aubin-des-Préaux  es una población y comuna francesa, situada en la región de Baja Normandía, departamento de Mancha, en el distrito de Avranches y cantón de Granville.

## Demografía
| 279 | 274 | 268 | 314 | 339 | 379 |
| Para los censos de 1962 a 1999 la población legal corresponde a la población sin duplicidades (Fuente: INSEE [Consultar]) |     |     |     |     |     |